# Leopold Figl

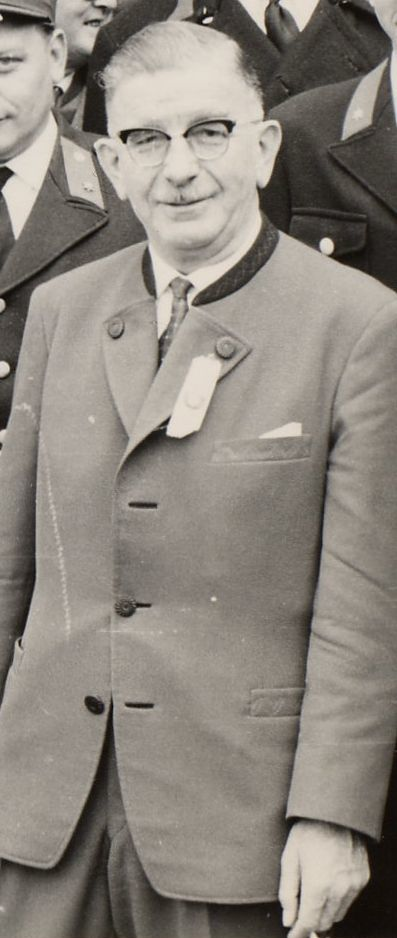
Leopold Figl als Landeshauptmann von Niederösterreich

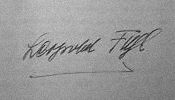
Unterschrift Leopold Figls unter dem Staatsvertrag von 1955

Leopold Figl (* 2. Oktober 1902 in Rust im Tullnerfeld, Niederösterreich; † 9. Mai 1965 in Wien) war ein österreichischer Staatsmann und Politiker der Österreichischen Volkspartei (ÖVP). Von 1945 bis 1953 war er der erste Bundeskanzler Österreichs nach dem Zweiten Weltkrieg und, nach der Provisorischen Staatsregierung unter Karl Renner, gleichzeitig der erste Bundeskanzler der Zweiten Republik. Als Außenminister war er danach an den Verhandlungen zum Österreichischen Staatsvertrag beteiligt, den er 1955 für Österreich unterzeichnete.

## Leben

### Herkunft, Gymnasium, Studium
Leopold Figl wurde am 2. Oktober 1902 als Sohn des Bauern und Wirtschaftsbesitzers Josef Figl (* 3. November 1870 in Rust) und dessen Ehefrau Josefa (geborene Edhofer; * 31. Jänner 1874 in Michelndorf; † 7. Mai 1955) in Rust im Tullnerfeld geboren und am 5. Oktober 1902 auf den Namen Leopold getauft. Seine Eltern hatten am 6. Juni 1899 geheiratet. Er wuchs mit vier Schwestern und vier Brüdern auf. Der Vater verstarb, als Leopold zwölf Jahre alt war. Dennoch konnte ihn seine Mutter aufs Gymnasium in St. Pölten schicken. Die Mutter starb, acht Tage vor der Unterzeichnung des Österreichischen Staatsvertrages, am 7. Mai 1955 im Alter von 81 Jahren. Leopold Figl gründete als Gymnasiast gemeinsam mit seinem späteren Nachfolger als Bundeskanzler, Julius Raab, die Verbindung K.Ö.M.V Nibelungia St. Pölten im MKV.
1923 begann Figl sein Studium an der Hochschule für Bodenkultur in Wien. Im selben Jahr wurde er Mitglied der katholischen Studentenverbindung KaV Norica Wien im CV (heute ÖCV). Später verliehen ihm zahlreiche andere Studentenverbindungen aus MKV und ÖCV ehrenhalber die Mitgliedschaft, unter anderem die KÖHV Franco-Bavaria Wien, KÖStV Rudolfina Wien, AV Austria Innsbruck und KÖStV Austria Wien.

### Bauernbund
Noch vor Abschluss seines Studiums war Figl dem Ruf des Bauernbunddirektors Hofrat Sturm ins Sekretariat des Bauernbundes gefolgt. Bevor er endgültig in den Bauernbund eintrat, hatte er noch das Studium abgeschlossen. Als Agraringenieur wurde er 1931 zum stellvertretenden Direktor des niederösterreichischen Bauernbunds bestellt, 1933 zu dessen Direktor.

### Ständestaat
Nach dem austrofaschistischen Staatsstreich von Engelbert Dollfuß 1933/34 wurde Figl im „Ständestaat“ Mitglied des Bundeswirtschaftsrats und niederösterreichischer Führer der Ostmärkischen Sturmscharen, einer paramilitärischen Organisation. Ab 1937 war er auch Obmann des österreichischen Reichsbauernbunds.

### KZ-Häftling

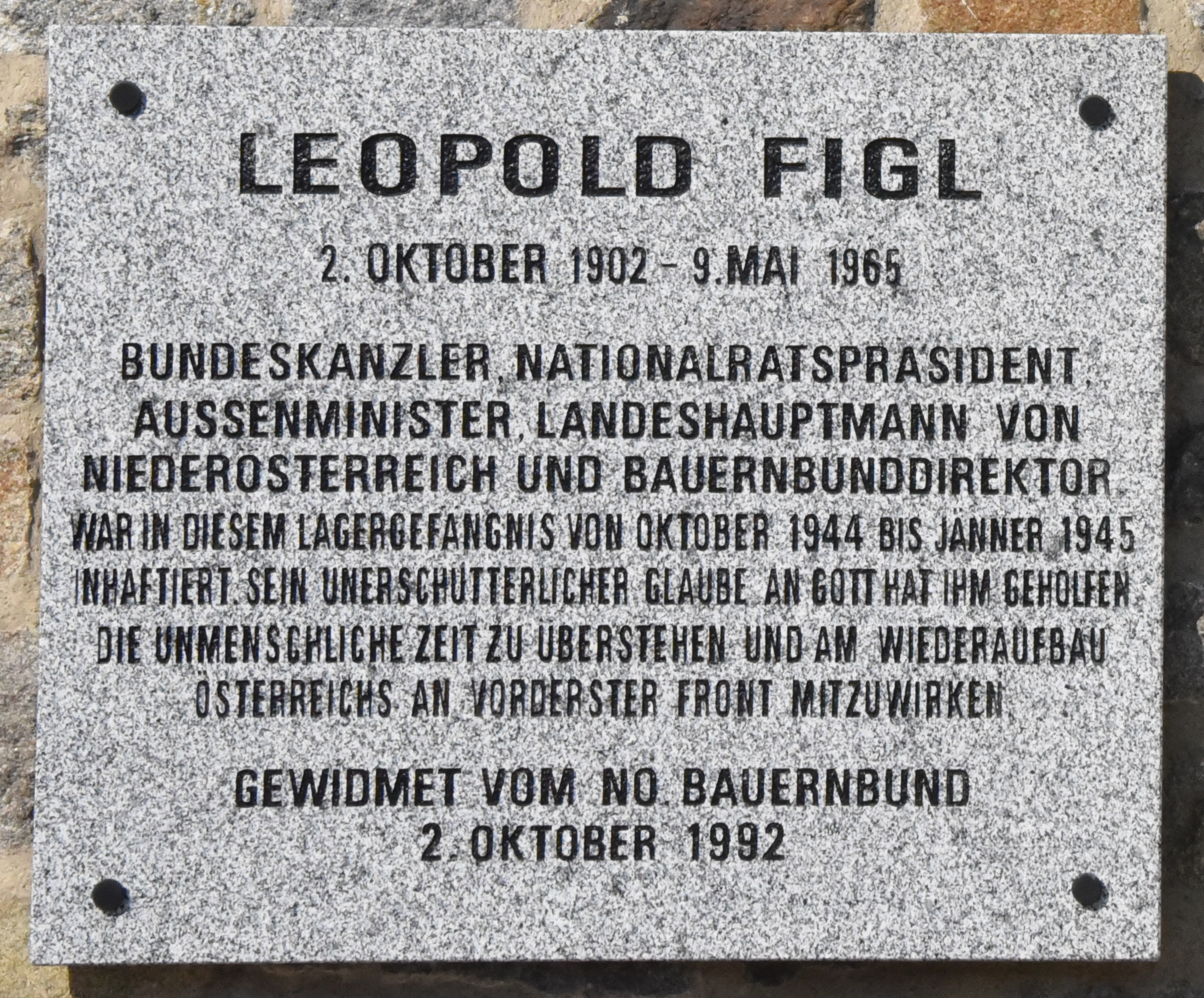
Gedenktafel in Mauthausen

Beim „Anschluss“ Österreichs an das Deutsche Reich wurde Figl als prominenter Funktionär des Ständestaates am 12. März 1938 verhaftet und mit dem sogenannten Prominententransport vom 1. April 1938 in das KZ Dachau gebracht. Dort war Figl der erste Österreicher, der zur Prügelstrafe verurteilt wurde, weil er verbotenerweise in einem Gespräch das Wort Österreich verwendet hatte. Er wurde vor den versammelten Häftlingen und Wachmannschaften von zwei SS-Männern über einen Bock gelegt und mit einem wassergetränkten Ochsenziemer 25 Mal auf den Rücken geschlagen, und dies in langsamem Tempo, um die grausame Prozedur zu verlängern. Er musste, solange er konnte, mitzählen. Als er wieder losgebunden wurde, lag er mit blutverschmiertem zerschlagenem Rücken bewusstlos auf dem Bock.
Danach erhielt er sechs Monate Dunkelhaft: In einer fensterlosen Zelle mit einer Pritsche bekam er zweimal wöchentlich Wasser und Brot. Im September 1939 erfolgte die Überstellung ins KZ Flossenbürg. Im April 1940 wurde er nach Dachau zurückverlegt. Dort erkrankte Figl an Typhus. Nach über fünf Jahren KZ-Aufenthalts wurde er am 8. Mai 1943 vorläufig entlassen.
Julius Raab vermittelte ihm eine Beschäftigung in seiner Baufirma. Trotz der erlittenen Verfolgung und der Qualen in den KZs betätigte sich Figl im Untergrund und versuchte in Niederösterreich den Bauernbund im Geheimen zu reaktivieren. Er wurde am 8. Oktober 1944 neuerlich verhaftet und ins KZ Mauthausen verbracht. Am 21. Jänner 1945 wurde er gemeinsam mit Lois Weinberger, Heinrich Maier und Felix Hurdes von Mauthausen nach Wien ins Landesgericht für Strafsachen Wien überstellt. Auf Figls Akt stand das Kürzel „VG“, was eine Anklage wegen Hochverrats vor dem Volksgerichtshof bedeutete. Dort saß er monatelang in der Todeszelle des Volksgerichtshofs, wurde drei Mal, jedes Mal den Tod vor Augen, dem Richter vorgeführt.
Der Zusammenbruch der NS-Herrschaft rettete Figl vor der Exekution. Beim Vorrücken der Roten Armee wurden er und andere Todeskandidaten am 6. April 1945 vom Landesgericht entlassen. Zuvor ging er noch von Zelle zu Zelle, um die aufgebrachten Häftlinge zu beruhigen und von Übergriffen auf ihre ehemaligen Bewacher abzuhalten.

### ÖVP-Mitgründer
Nach der Befreiung Wiens durch sowjetische Truppen im April 1945 erhielt Figl von der Militärkommandantur den Auftrag, die Wiener Bevölkerung mit Lebensmitteln zu versorgen. Durch die Erfahrungen des Ständestaats und des Nationalsozialismus war Figl zum Befürworter einer Zusammenarbeit aller politischen Lager geworden. Figl gründete am 14. April den Bauernbund neu und wurde dessen Direktor. Bei der Gründung der ÖVP drei Tage später im Wiener Schottenstift (wo eine Gedenktafel heute noch daran erinnert) wurde er zu deren stellvertretendem Obmann gewählt.

### Im Politischen Kabinettsrat
Am 27. April 1945, dem Tag der Wiedererrichtung der Republik Österreich durch die Österreichische Unabhängigkeitserklärung, wurde Figl provisorischer Landeshauptmann von Niederösterreich und Staatssekretär (= Minister) ohne Portefeuille in der provisorischen Staatsregierung Renner. In dieser bildete er mit Renner und je einem SPÖ- und KPÖ-Staatssekretär den Politischen Kabinettsrat, der alle wichtigen Entscheidungen traf bzw. vorbereitete.

### Erster Bundeskanzler der Zweiten Republik
Nach den ersten Nationalratswahlen wurde Figl am 20. Dezember 1945 von Karl Renner, der am gleichen Tag zum Bundespräsidenten gewählt worden war, zum ersten Bundeskanzler der Zweiten Republik ernannt (Dreiparteienkabinett Figl I).
Am 21. Dezember 1945 gab Figl seine Regierungserklärung im Parlament ab:

„In wenigen Tagen feiern wir Weihnachten. Weihnachten ist für uns ein Hochfest der Familie. Es wird heuer leider kein Weihnachten sein, so wie wir es gerne haben möchten. Auf den Christbäumen, wenn wir welche haben, wird ein schönes Päckchen voll Sorgen hängen.“

Am 24. Dezember richtete er dann via Radio eine Weihnachtsbotschaft an die Österreicher. Von dieser Weihnachtsansprache sind weder Manuskript noch Aufzeichnung erhalten. Der Journalist Hans Magenschab rekonstruierte den Text 1965 aus Erinnerungen von Zeitzeugen und aus Zeitungsausschnitten. Figls Großneffe Ernst Wolfram Marboe zeichnete den von Figl im April 1965 im Funkhaus in der Argentinierstraße nachgesprochenen Text für die 20-Jahr-Feier der Republik auf:

„Ich kann Euch zu Weihnachten nichts geben, ich kann Euch für den Christbaum, wenn ihr überhaupt einen habt, keine Kerzen geben, kein Stück Brot, keine Kohle zum Heizen, kein Glas zum Einschneiden. Wir haben nichts. Ich kann Euch nur bitten, glaubt an dieses Österreich!“

Im August 1949 wurde unter der Regierung Figl der 1. Mai zum Staatsfeiertag erklärt.

### Außenminister des Staatsvertrags

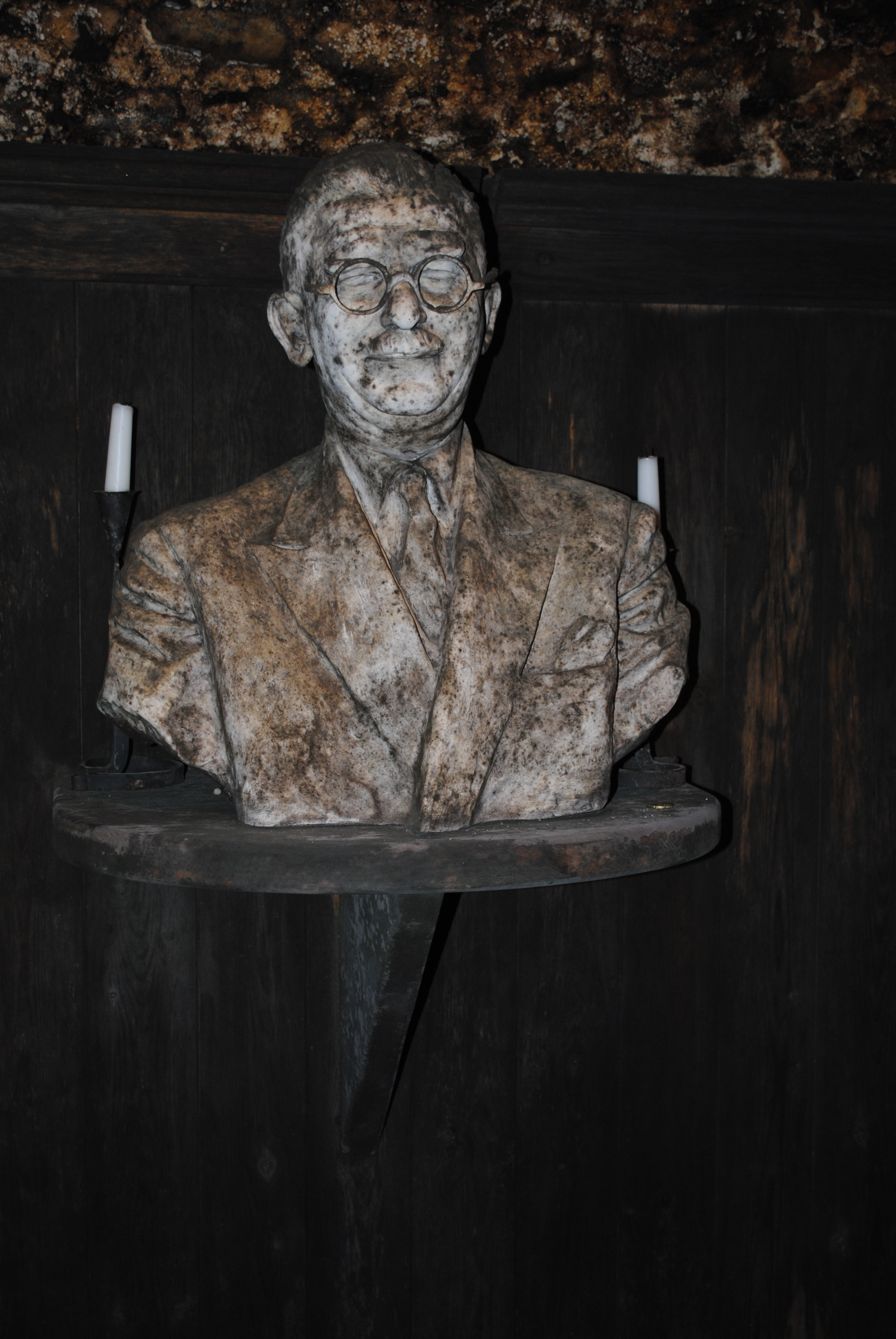
Büste im Keller der Domäne Wachau

Am 2. April 1953 wurde Figl nach ÖVP-interner Kritik an seiner zu großen Kompromissbereitschaft gegenüber der SPÖ als Bundeskanzler von Julius Raab abgelöst. Figl wurde am 26. November 1953 als Nachfolger von Karl Gruber Außenminister der Bundesregierung Raab I und hatte als solcher großen Anteil am Abschluss des Staatsvertrags.
Nach dessen Unterzeichnung am 15. Mai 1955 im Schloss Belvedere in Wien, bei der er für Österreich unterschrieb, sprach Außenminister Figl die Worte: „Österreich ist frei!“ und zeigte den jubelnden Zuschauern den Vertrag vom Balkon des Schlosses aus. Dann nahm er die Hände der vier Außenminister Dulles, Molotow, Macmillan und Pinay und legte sie ineinander. (Figls berühmte Worte fielen allerdings nicht, wie aus Filmreportagen meist geschlossen wird, auf dem Balkon des Belvederes, wo keine Lautsprecher installiert worden waren, sondern im Marmorsaal, wo die Unterzeichnung stattfand.)
Figl blieb in der Bundesregierung Raab II bis 1959 Außenminister.

### Nationalratspräsident und Landeshauptmann
1959 wurde Figl als Außenminister von Bruno Kreisky (SPÖ) abgelöst; die SPÖ hatte weniger Mandate, aber mehr Stimmen als die ÖVP erhalten. Von 1959 bis 1962 war Figl Nationalratspräsident, danach von 1962 bis 1965 Landeshauptmann von Niederösterreich.
Von 1960 bis 1964 war Figl Schirmherr der Pfadfinder Österreichs und von 1964 bis zu seinem Tod Präsident dieses Verbandes.
Beim Besuch von Chruschtschow 1960 in Figls engerer Heimat, dem Tullnerfeld, kam es zur Kukuruzwette, bei der es darum ging, ob, wie von Chruschtschow behauptet, der russische Mais (Kukuruz) wirklich zehnmal ertragreicher sei als der österreichische. Figl wettete, dass der Mais im Tullnerfeld ebenso gut sei wie jener in der Ukraine und gewann 1961 die Wette, das vereinbarte Schwein bekam er allerdings nie.
Kurz nachdem er Landeshauptmann von Niederösterreich geworden war, machte sich seine unheilbare Krankheit – Nierenkrebs – bemerkbar. Seine Partei wollte ihn im März 1965 als Bundespräsidentschaftskandidaten aufstellen, was er jedoch ablehnte. Am 9. Mai 1965 um 11:15 Uhr starb Leopold Figl 62-jährig in seiner Wohnung in der Peter-Jordan-Straße 62 im 19. Wiener Gemeindebezirk Döbling.

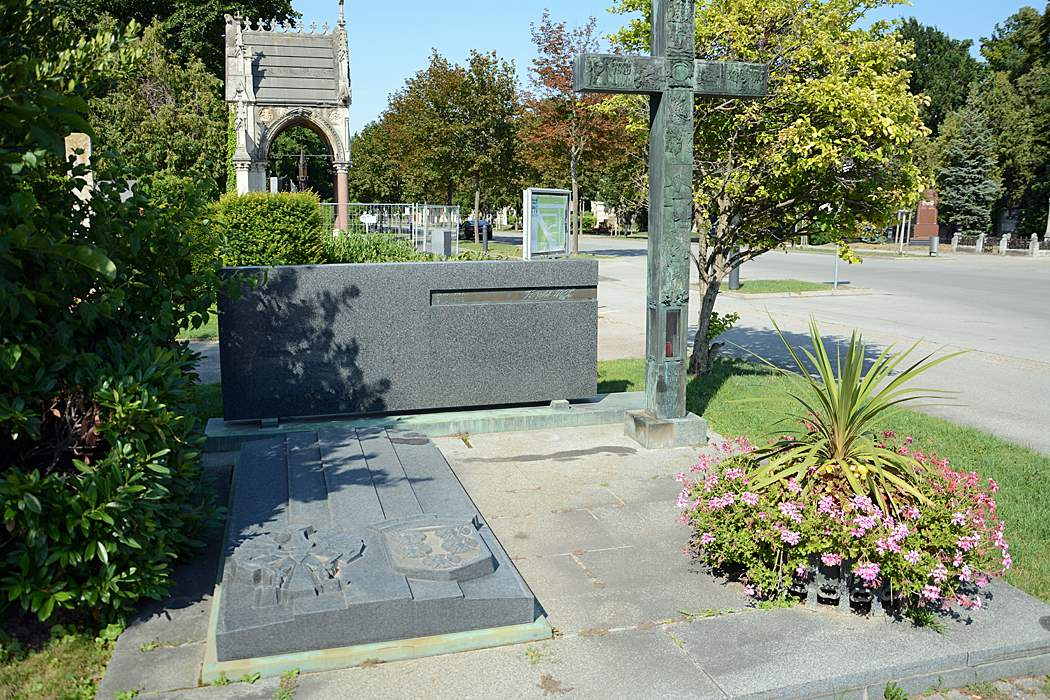
Grab von Leopold Figl auf dem Wiener Zentralfriedhof

Figls Leichenzug wurde am 14. Mai 1965 unter starker Anteilnahme der Bevölkerung am Parlament vorbei über die Ringstraße zum Heldenplatz geführt, wo die Trauerfeier stattfand. Seit dem historischen Abschluss des Staatsvertrages waren genau zehn Jahre vergangen. Figl wurde in einem Ehrengrab auf dem Wiener Zentralfriedhof (Gruppe 14 C, Nummer 22) beigesetzt.

### Privatleben
Figl ehelichte 1930 Hildegard Maria Hemala (* 5. Juni 1906, † 22. August 1989), Tochter des christlichsozialen Politikers Franz Hemala. Aus dieser Ehe gingen zwei Kinder, Tochter Anneliese und Sohn Johannes, hervor. Figls Großneffe, Markus Figl, ist Bezirksparteiobmann der innerstädtischen Wiener ÖVP und seit 2015 Bezirksvorsteher des ersten Wiener Gemeindebezirks.

### Angestrebte Seligsprechung
Im Dezember 2020 erklärte der St. Pöltner Bischof Alois Schwarz, dass er für Figl die Eröffnung eines Seligsprechungsprozesses anstrebe. Als Gründe nannte Schwarz, dass Figl an den Spätfolgen der Misshandlungen im KZ verstorben ist sowie seine versöhnliche Haltung in Richtung der Sozialdemokratie. Die Vorbereitungen seien bereits im Gange. Katholische Gruppierungen wie der MKV begrüßten diese Überlegungen.

## Ehrungen (Auswahl)

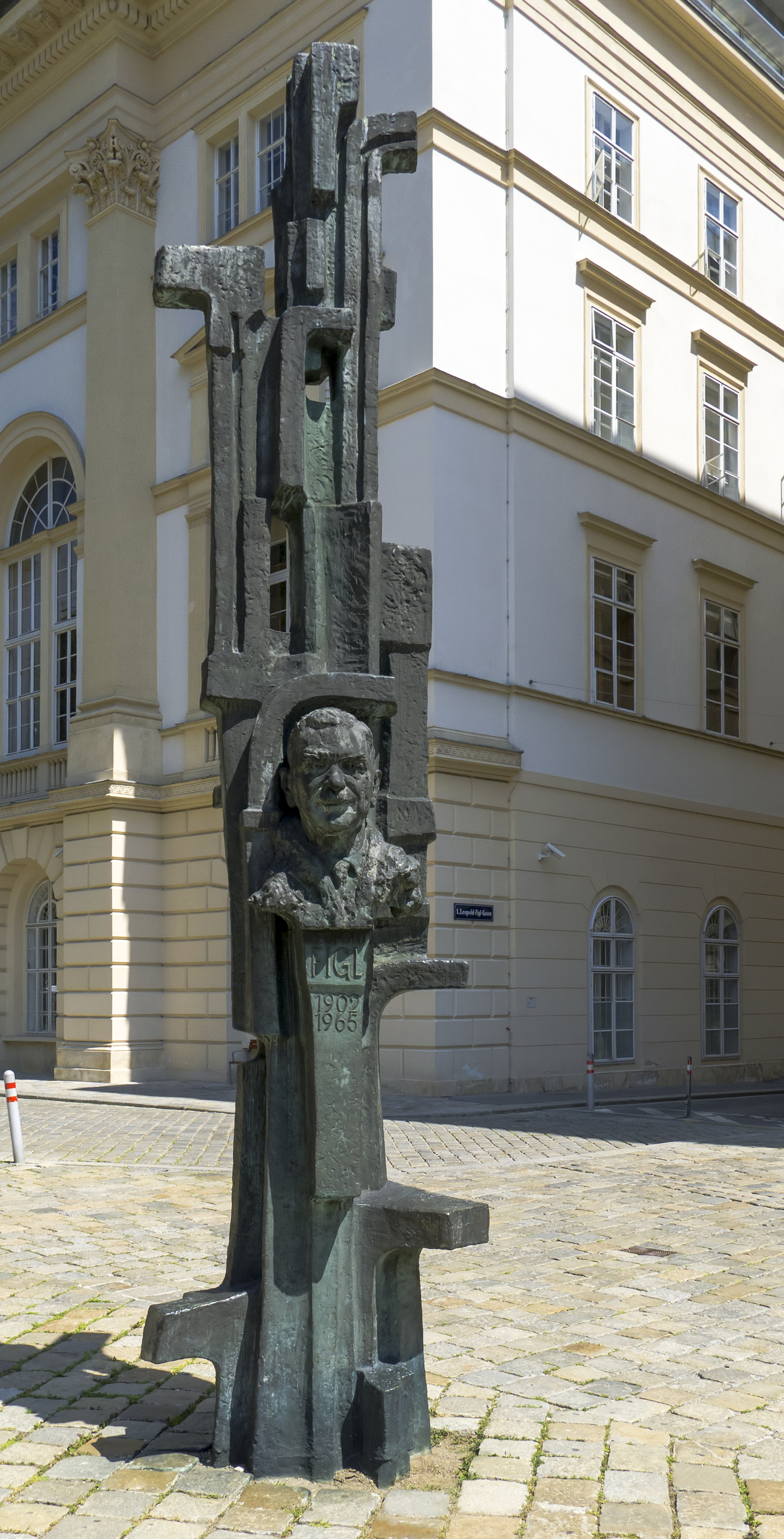
Figl-Denkmal vor der Leopold-Figl-Gasse am Minoritenplatz vor dem Bundeskanzleramt in Wien

- Leopold-Figl-Museum in Michelhausen bei Tulln, Niederösterreich
- Leopold-Figl-Observatorium auf dem Schöpfl (Berg im nördlichen Wienerwald mit Blick auf das Tullnerfeld, Figls engere Heimat)
- Leopold-Figl-Warte auf dem Tulbinger Kogel in Niederösterreich (detto)
- Leopold-Figl-Hof: Wien, 1. Bezirk, Franz-Josefs-Kai 31–33 (Wohnhaus, 1963–1967, auf dem Grundstück des ehemaligen Hotel Métropole)
- Leopold-Figl-Gasse: Wien, 1. Bezirk (neben dem historischen Niederösterreichischen Landhaus), benannt 1985
- Leopold-Figl-Promenade: In Perchtoldsdorf, Niederösterreich
- Denkmal: Wien, 1. Bezirk, Minoritenplatz (Büste, 1973, zwischen Landhaus und Bundeskanzleramt errichtet)
- Gedenktafel: Wien, 1. Bezirk, Schenkenstraße 2 (Wohnhaus, 1928–1932)
- Gedenktafel: Wien, 3. Bezirk, Kundmanngasse 24 (Wohnhaus, 1937–1946)[25]
- Großkreuz des Piusordens
- Ehrendoktor der Technischen Hochschule Wien (1946)
- Ehrendoktor der Hochschule für Bodenkultur Wien (1948)
- Ehrendoktor der Fordham University[3]
- Ehrenring des Landes Niederösterreich (1952)
- Großes Goldenes Ehrenzeichen am Bande für Verdienste um die Republik Österreich (1954)[26]
- Großkreuz des Bundesverdienstkreuzes (1955)
- Goldenes Komturkreuz mit dem Stern des Ehrenzeichens für Verdienste um das Bundesland Niederösterreich (1960)[27]
- Ehrensenator der Universität Wien (1965)
- Gedenkskulptur: KZ Mauthausen (2012)
- Leopold-Figl-Straße (in zahlreichen Orten)
- Verleihung der Ehrenbürgerschaft in vielen Gemeinden
- Umbenennung des Steinsaals im Bundeskanzleramt in Leopold-Figl-Saal am 19. Dezember 2020 anlässlich des 75-Jahre-Jubiläums von Figls Ernennung zum ersten Bundeskanzler der Zweiten Republik am 20. Dezember 1945[28]

## Filme
- Leopold Figl, Wiederaufbau, Reblaus und Staatsvertrag. Filmreihe Menschen und Mächte von Andreas Novak und Tom Matzek, ORF 2020.